# They’re Always Caught
They’re Always Caught (dt. Sie werden immer gefasst) ist ein US-amerikanischer Kurzfilm aus dem Jahr 1938 und Teil der MGM-Serie A Crime Does Not Pay.

## Handlung
Fletcher,  Bürgermeister einer großen Stadt will Schiebung und Korruption bekämpfen. Er erkennt, dass ein Ankläger, der nur auf Schlagzeilen aus ist, nur die kleinen Fische aufgreift und ihn mit seiner Untätigkeit in Gefahr bringt. Dr. John Pritchart leitet das kriminaltechnische Labor der Stadt. Seine Untersuchungsmethoden überprüfen jeden Hinweis, wobei Spektrografen benutzt werden. Nach der Untersuchung auch der kleinsten Hinweise wie Fasern und Pulverrückstände kann er den Fall lösen.

## Auszeichnungen
1939 wurde der Film in der Kategorie Bester Kurzfilm (Two-Reel) für den Oscar nominiert.

## Hintergrund
Die Premiere des Films fand am 3. Juli 1938 statt.